# Agapornis
Agapornis (Selby, 1836) è un genere di uccelli della famiglia Psittaculidae, diffuso in Africa, comunemente noti come inseparabili.

## Etimologia
Il nome scientifico del genere è greco (αγάπη, cioè "amore fraterno", e όρνις, "uccello") e il suo significato è analogo al nome comune inglese (lovebird).

## Biologia
Sono uccelli socievoli che non conducono in libertà una vita solitaria costituendo, infatti, delle vere e proprie famiglie che vanno dai 5 ai 20 soggetti. Riempiono il nido con paglia e foglie di salice piangente.
Sono grandi 13–17 cm e pesano 40-60 grammi. Il fenotipo ancestrale si presenta generalmente verde, ma per quasi tutte le specie del genere Agapornis, grazie all'allevamento in cattività sono emerse molte mutazioni  con differenti colori. 
Quando cantano, emettono un suono molto acuto. Si nutrono di piccoli semi, frutta e verdura.
Molto particolare la presenza del controbecco.

### Dimorfismo sessuale
Per quanto riguarda il sesso, per il genere Agapornis esistono sei specie dove il dimorfismo sessuale non è presente (dette monomorfiche) e tre specie dove è presente un evidente dimorfismo sessuale (dette dimorfiche).
Specie dimorfiche:
- Agapornis canus;
- Agapornis pullarius;
- Agapornis taranta.

Specie monomorfiche:
- Agapornis roseicollis;
- Agapornis personatus;
- Agapornis fischeri;
- Agapornis nigrigenis;
- Agapornis lilianae;
- Agapornis swindernianus.

I principali metodi di sessaggio sono endoscopico (endoscopia a livello addominale) e molecolare (analisi del DNA da piuma).

### Distribuzione e habitat
Questi pappagalli sono originari dell'Africa centro-meridionale, anche se le zone di diffusione sono molto diverse a seconda delle specie. Gli inseparabili vivono nelle steppe e nelle savane, nei pressi di pozze d'acqua e boschi d'acacie.

## Tassonomia
Comprende le seguenti specie:
- Agapornis canus (J.F.Gmelin, 1788) - inseparabile del Madagascar
- Agapornis pullarius (Linnaeus, 1758) - inseparabile a faccia rossa
- Agapornis taranta (Stanley, 1814) - inseparabile ali nere o inseparabile d'Abissinia
- Agapornis swindernianus (Kuhl, 1820) - inseparabile dal collare nero
- Agapornis roseicollis (Vieillot, 1818) - inseparabile dal collo rosa
- Agapornis fischeri Reichenow, 1887 - inseparabile di Fischer
- Agapornis personatus Reichenow, 1887 - inseparabile mascherato
- Agapornis lilianae Shelley, 1894 - inseparabile di Shelley o inseparabile del Nyassa
- Agapornis nigrigenis W.L.Sclater, 1906 - inseparabile a faccia nera